# انتخابات الرئاسة الكولومبية 1882
انتخابات الرئاسة الكولومبية 1882 هي الانتخابات الرئاسية التي جرت في 1882، فاز بالانتخابات فرانثيسكو خابير ثالدوا.